# باتیس (ابین)
باتیس (به عربی: باتیس) یک منطقهٔ مسکونی در یمن است که در استان ابین واقع شده‌است.